# 734 Benda
734 Benda
734 Benda là một tiểu hành tinh ở vành đai chính. Nó được Johann Palisa phát hiện ngày 11.10.1912 ở Viên, và được đặt theo tên (Karel) Bendl, nhà soạn nhạc Tiệp Khắc, tác giả vở opera "Lejla"